# Sergei Rybalko
Sergei Grigorjewitsch Rybalko (russisch Сергей Григорьевич Рыбалко; * 1938; † 1989) war ein sowjetischer Ringer. Er war zweifacher Weltmeister im griechisch-römischen Stil im Fliegengewicht.

## Werdegang
Sergei Rybalko war ein Ukrainer, der als Jugendlicher mit dem Ringen begann. Zunächst startete er für Burewestnik, später 1961 wechselte er zu "Dynamo" Saporischschja. Dort entwickelte er sich zu einem Weltklasseringer im griechisch-römischen Stil, wobei er meist in der damals leichtesten Gewichtsklasse, dem Fliegengewicht, antrat.
1957 wurde er erstmals sowjetischer Meister im Fliegengewicht vor Armais Sajadow und Georgi Akonin und machte dadurch nachhaltig auf sich aufmerksam. Es dauerte trotzdem bis 1962, ehe er zu seinem ersten Einsatz bei einer internationalen Meisterschaft kam, weil die sowjetische Mannschaftsführung damals auf ein großes Reservoir von hervorragenden Ringern in allen Gewichtsklassen zurückgreifen konnte. Bei der Weltmeisterschaft 1962 in Toledo (USA) schlug Rybalko voll ein, denn er wurde dort Weltmeister. Als einziger Ringer konnte ihm dabei nur Rolf Lacour aus Köllerbach, der gegen ihn unentschieden rang, Paroli bieten.
Bei der Weltmeisterschaft 1963 in Helsingborg blieb Rybalko in sechs Kämpfen zwar ungeschlagen, kam aber gegen Rolf Lacour, Angel Keresow aus Bulgarien und Ignazio Fabra aus Italien nur zu Unentschieden und landete so auf dem 3. Platz.
Nachdem Rybalko 1964 die Olympiaqualifikation für Tokio verpasst hatte, war er bei der Weltmeisterschaft 1965 in Tampere wieder dabei und wurde mit sechs Siegen zum zweiten Male Weltmeister. Dabei gelang ihm auch sein erster Sieg über Rolf Lacour.
Seine letzte Weltmeisterschaft bestritt Sergei Rybalko 1966 erneut in Toledo (USA) und wurde dort Vizeweltmeister. Im entscheidenden Kampf rang er gegen Angel Keresow unentschieden, hatte aber aus den Vorkämpfen ein schlechteres Punktekonto als dieser und wurde so nur Zweiter.
Im Jahre 1967 startete Rybalko in Minsk bei der Europameisterschaft und wurde im Fliegengewicht zum Abschluss seiner Karriere Vizeeuropameister. Wieder war es ein Bulgare, Petar Kirow, der am Beginn einer langen und sehr erfolgreichen Karriere stand, der ihm den Sprung auf das oberste Treppchen verbaute.

## Internationale Erfolge
(WM = Weltmeisterschaft, EM = Europameisterschaft, GR = griech.-röm. Stil, Fl = Fliegengewicht, Ba = Bantamgewicht, damals bis 52 kg bzw. 57 kg Körpergewicht)
- 1958, 1. Platz, "Werner-Seelenbinder"-Turnier in Leipzig, GR, Fl, vor Eckhard Thorun, DDR u. Rothert, DDR;

- 1962, 1. Platz, "Iwan-Poddubny"-Turnier in Moskau, GR, Fl, vor Jordanow, Bulgarien u. Sawenkow, UdSSR;

- 1962, 1. Platz, WM in Toledo/USA, GR, Fl, mit Siegen über Burhan Bozkurt, Türkei, Nikola Dimitrow, Bulgarien, Bengt Frändfors, Schweden, Ignazio Fabra, Italien u. einem Unentschieden gegen Rolf Lacour, BRD;

- 1963, 3. Platz, WM in Helsingborg, GR, Fl, mit Siegen über Risto Björlin, Finnland, Andrew Fitch, USA, Karl Sandquist, Schweden u. Unentschieden gegen Angel Keresow, Bulgarien, Rolf Lacour u. Ignazio Fabra;

- 1965, 3. Platz, "Iwan-Poddubny"-Turnier in Moskau, GR, Ba, hinter Armais Sajadow, UdSSR u. Amari Egadse, UdSSR;

- 1965, 1. Platz, WM in Tampere, GR, Fl, mit Siegen über Karl Sandquist, Vassilios Ganotis, Griechenland, Angel Keresow, Gheorghe Stoiciu, Rumänien, Rolf Lacour u. Stefan Hajduk, Polen;

- 1966, 2. Platz, WM in Toledo/USA, GR, Fl, mit Siegen über John Krause, USA, Akira Kato, Japan, Gheorghe Stoiciu u. Rolf Lacour u. einem Unentschieden gegen Angel Keresow;

- 1967, 5. Platz, "Iwan-Poddubny"-Turnier in Moskau, GR, Ba, hinter Andre Kimstach u. Rustam Kazakow, bde. UdSSR, Franz Tempes, BRD u. Armais Sajadow u. vor Wjatscheslaw Pogorelow, UdSSR;

- 1967, 2. Platz, EM in Minsk, GR, Fl. mit Siegen über Jorma Kujanne, Finnland, Gheorghe Stoiciu, Rolf Lacour, Metin Cikmaz, Türkei u. Miroslav Zeman, CSSR, einem Unentschieden gegen Boško Marinko, Jugoslawien u. einer Niederlage gegen Petar Kirow, Bulgarien